# Katonatelep vasútállomás
Katonatelep vasútállomás vasútállomás Magyarországon, Kecskemét északkeleti elővárosában, Katonatelepen. A településrész lakott területének nyugati részén helyezkedik el, közúti elérését a 441-es főút felől önkormányzati utak biztosítják.
Az állomásnak négy vágánya van, melyből a második az átmenő vágány. A negyedik vágány rakodóvágány, melyet 1975. január 1. óta nem használnak rakodásra. Korábban iszapszén érkezett ide a szeszgyárhoz és műtrágya a TSZ-nek.

## Vasútvonalak
Az állomást az alábbi vasútvonalak érintik:
- Cegléd–Szeged-vasútvonal

## Kapcsolódó állomások
A vasútállomáshoz az alábbi állomások vannak a legközelebb:
- Nagykőrös vasútállomás (Cegléd vasútállomás, Cegléd–Szeged-vasútvonal)
- Kecskemét vasútállomás (Szeged vasútállomás, Cegléd–Szeged-vasútvonal)

## Megközelítése  tömegközlekedéssel
- Helyi busz:  23, 23A
- Helyközi busz:  550, 551, 553, 555

## Forgalom
| Járat             | Útvonal | Gyakoriság           |
| ----------------- | --- | -------------------- |
| személyvonat      | Kecskemét → Katonatelep → Nagykőrös → Nyársapát → Cegléd → Monorierdő → Üllő → Ferihegy → Kőbánya-Kispest → Zugló → Budapest-Nyugati | Napi 1 Budapest felé |
| Napfény InterCity | Budapest-Nyugati – Zugló – Kőbánya-Kispest – Ferihegy (← Üllő) – (Monor →) (← Monorierdő) – (Pilis → Albertirsa →) Cegléd – (Nyársapát →) Nagykőrös – (Katonatelep →) Kecskemét – Városföld – (Kunszállás →) Kiskunfélegyháza (← Selymes ← Petőfiszállás)– Kistelek – Szatymaz – Szeged                              | Napi 1 pár           |
| sebesvonat        | Budapest-Nyugati – Zugló (→ Kőbánya alsó) – Kőbánya-Kispest – Ferihegy (← Üllő) (→ Monor → Monorierdő → Pilis → Albertirsa → Ceglédbercel → Ceglédbercel-Cserő → Budai út) – Cegléd – Nyársapát – Nagykőrös (← Katonatelep) – Kecskemét – Városföld (← Kunszállás) – Kiskunfélegyháza – Kistelek – Szatymaz – Szeged | Napi 1 Budapest felé |